# Anna Wiklund
Anna Wiklund, född 16 augusti 1973, är en svensk före detta friidrottare (mångkamp). Hon tävlade för Luleå FI. Hon vann SM-guld i sjukamp år 1997.